# 鍛造技術の館
鍛造技術の館（たんぞうぎじゅつのやかた）は、愛知県東海市にある愛知製鋼の企業博物館である。

## 概要
愛知製鋼の敷地内にある鍛造総合事務所の1階と2階を利用し開設された展示館で、創業60周年記念事業として2003年に3月に開館した。
「モノづくりの心と技」もあわせて後世に伝承することを目的としており、館内には製品の展示のほか、ジオラマや映像を用いて自動車鍛造品と大野鍛冶に関する展示が行われている。

## 交通アクセス
- 国道247号線（西知多産業道路）または国道302号線東海インター交差点西へ300m
- 名鉄常滑線･河和線「太田川駅」下車タクシーで約15分